# Игла (система сближения)
«Игла» — советская система сближения и стыковки космических кораблей. Применялась на космических аппаратах (КА) «Союз», орбитальной станции «Мир».
Первые прототипы изготовлены в 1965 году. 30 октября 1967 года осуществлена первая автоматическая стыковка с беспилотным КА Союз. С 1986 года «Игла» заменена на систему «Курс».

## Характеристики
Наведение и сближение осуществлялось с дальности примерно 20—30 км, методом параллельного наведения.
Активная версия, «Игла-1», использует три комплекта антенн: обзорный (поиск второго КА), гиростабилизированный (для автосопровождения по ответчику пассивной «Иглы-2»), комплект причальных антенн.

## Модификации
В НИИ ТП под руководством главных конструкторов А. С. Моргулева, В. В. Сусленникова, С. Б. Медведева были разработаны модификации системы Игла:
- «Игла 1Г» (11Л929Г);
- «Игла 1Р»;
- «Игла 2-Р»;
- «Игла 2-Р2».

## Проблемы
В полете Союз-15 из-за ошибки системы Игла 26 августа 1974 года не удалась стыковка со станцией Салют-3. На тот момент у системы не было возможности ручного управления.
Салют-5, запущенный 22 июня 1976 года, был оснащён улучшенной радиосистемой и 6 июля Союз-21 произвёл стыковку в ручном режиме.

## Изображения

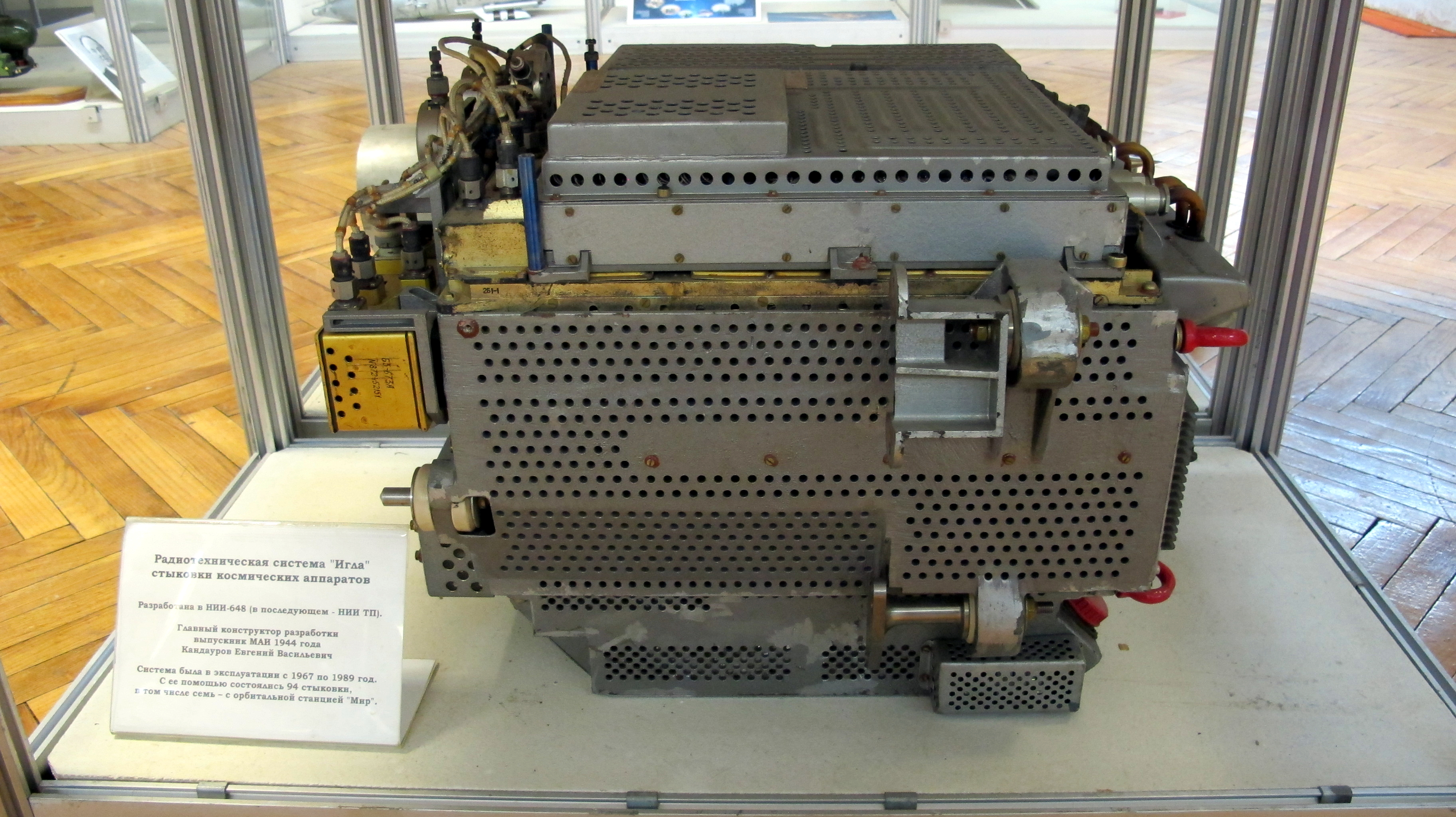
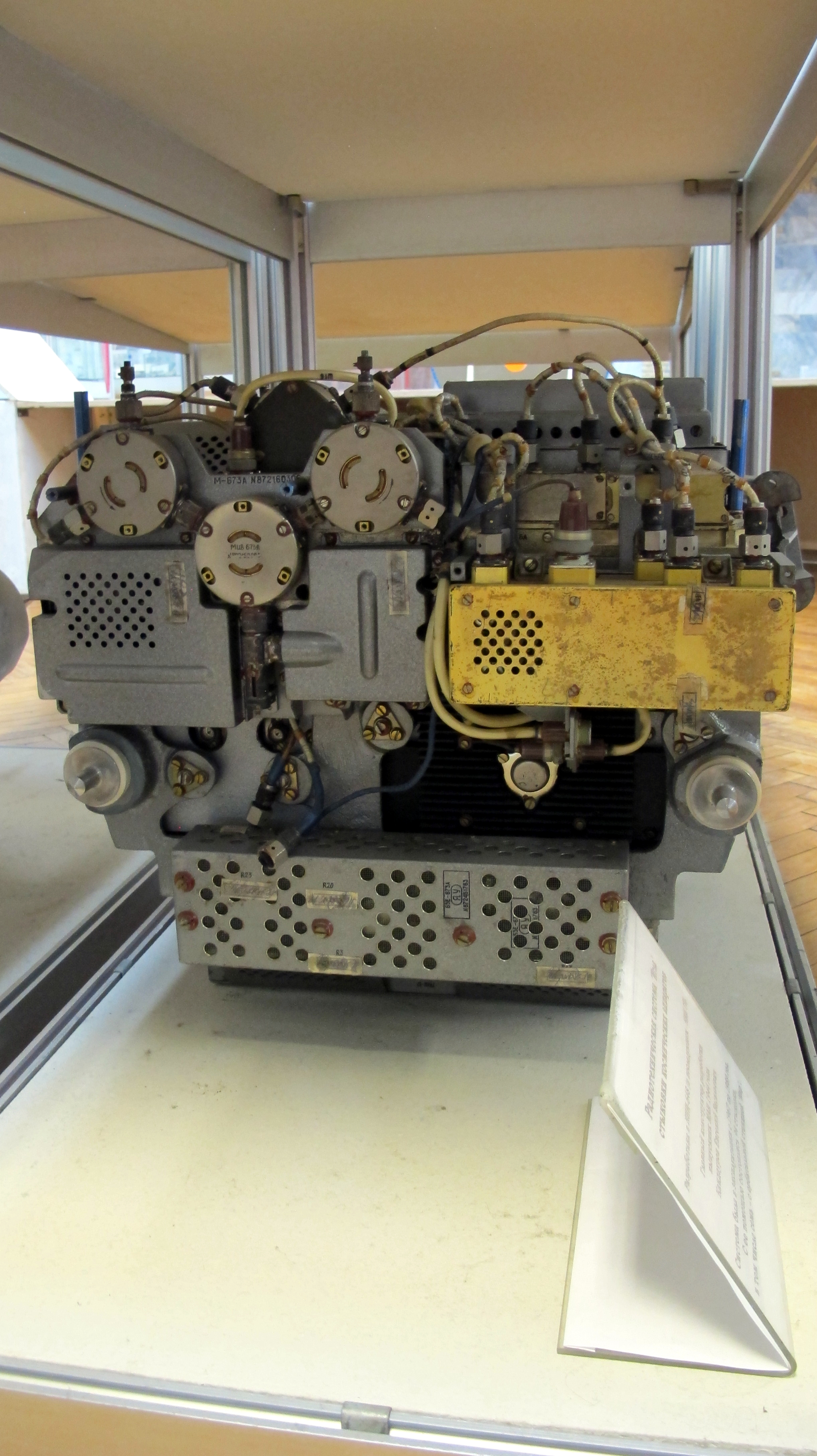